# Muzeum Regionalne w Kozienicach
Muzeum Regionalne im. prof. Tomasza Mikockiego w Kozienicach – muzeum z siedzibą w Kozienicach. Placówka jest miejską jednostką organizacyjną, a jego siedzibą jest oficyna dawnego XVIII-wiecznego zespołu pałacowego, należącego do króla Stanisława Augusta Poniatowskiego. Patronem placówki jest polski archeolog, prof. Tomasz Mikocki (1954–2007).
Pierwsze muzeum w Kozienicach powstało w latach 30. XX wieku i mieściło się w dwóch pomieszczeniach pałacu. W tym okresie sam pałac był siedzibą m.in. kozienickiego starostwa oraz gimnazjum. Niestety, zgromadzone zbiory zostały zniszczone podczas pożaru gmachu we wrześniu 1939 roku. Ponowne utworzenie muzeum miało miejsce w 1970 roku, kiedy to utworzono społeczną placówkę, prowadzoną przez Towarzystwo Miłośników Ziemi Kozienickiej. Na jego siedzibę przeznaczoną ocalałą oficynę pałacu.

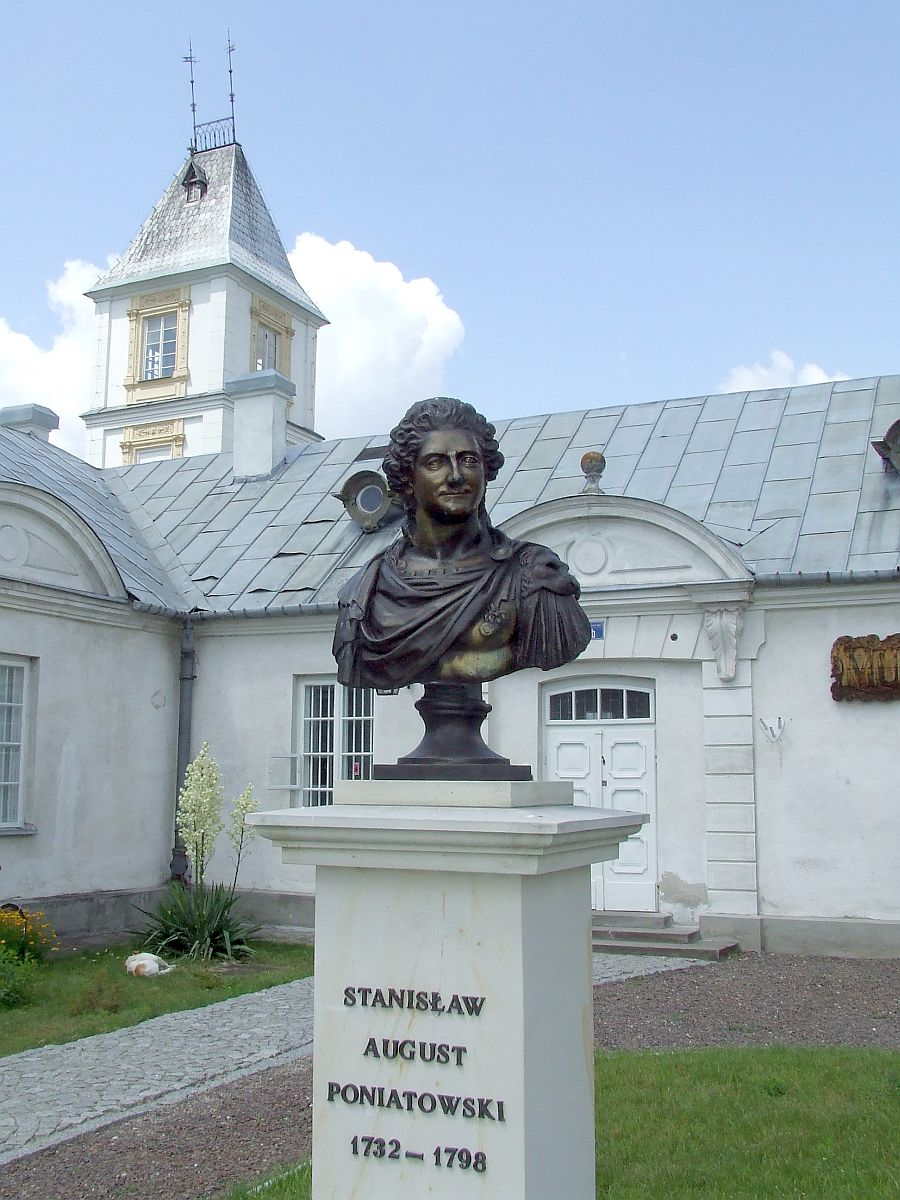
Popiersie Stanisława Augusta Poniatowskiego przed siedzibą muzeum

Muzeum jest obiektem całorocznym, czynnym z wyjątkiem poniedziałków. Wstęp jest wolny.
W ramach ekspozycji muzealnej prezentowane są następujące wystawy stałe:
- „Ślad człowieka – Epoka żelaza w Puszczy Kozienickiej”, obejmująca eksponaty, pochodzące z wykopalisk na terenie Puszczy Kozienickiej, związane z pobytem na jej obszarze człowieka w epoce żelaza. Wystawa prezentuje znaleziska związane z kulturami: łużycką i grobów kloszowych (stanowiska archeologiczne w Ryczywole, Mniszewie, Rozniszewie, Nowej Wsi, Wilczkowiu, Psarach i Piotrkowicach) oraz przeworską (stanowiska w Chinowie, Sieciechowie-Wójtowej Górze, Opatkowicach i Nowej Żelaznej).
- „Galeria malarstwa im. Stanisława Westwalewicza”, w której prezentowane jest malarstwo patrona oraz takich artystów jak Tadeusz Ajdukiewicz, Wacław Chodkowski, Fryderyk Klopfer, Wacław Kościanowski, Walery Eljasz-Radzikowski oraz Bogusław Lustyk,
- „Bartnictwo i pszczelarstwo Puszczy Kozienickiej”.